# White Nr. I und Nr. II
Zwei Torpedoboote, welche eigentlich reine Beiboote waren, wurden 1885 und 1886 durch die White Ltd. in Cowes auf der Isle of Wight gefertigt. Diese erhielten anfangs die Nr. I und Nr. II.
Die Whiteschen Torpedoboote waren ein Werftentwurf und besaßen Holzaufbauten. Aufgrund des geplanten nicht eigenständigen Einsatz waren die Boote zur Aufnahme auf ein größeres Schiff vorgesehen. Entsprechend waren sie recht klein, Nr. I war 15,8 m lang und 2,6 m breit, Nr. II mit 17,1 m Länge und 2,8 m Breite etwas größer.
Eine stehende Expansionsmaschine trieb die Boote über eine Schraube an, wobei sich ein Dampfkessel im Bootsraum befand. Die Boote erreichten eine Höchstgeschwindigkeit von 15 (Nr. I) bzw. 16 kn (Nr. II). Sie erhielten jeweils ein auf dem Bug aufgestelltes Torpedorohr mit 35 cm Durchmesser sowie eine 3,7-cm-Hotchkiss-Kanone als Bewaffnung.
Die 1885 gebaute Nr. I kam ab 1901 vermutlich als Verkehrsboot DI 5 zur Kaiserlichen Werft Danzig. Nr. II, 1886 fertiggestellt, wurde zwischen 1905 und 1910 aus dem Verzeichnis der Kriegsschiffe entfernt. Der Verbleib der Boote ist unklar.